# Astreopora randalli
Astreopora randalli е вид корал от семейство Acroporidae. Видът не е застрашен от изчезване.

## Разпространение и местообитание
Разпространен е в Австралия, Американска Самоа, Вануату, Гуам, Индия, Индонезия, Кирибати, Малайзия, Малки далечни острови на САЩ, Маршалови острови, Мианмар, Микронезия, Науру, Ниуе, Нова Каледония, Острови Кук, Палау, Папуа Нова Гвинея, Самоа, Северни Мариански острови, Сингапур, Соломонови острови, Тайланд, Токелау, Тонга, Тувалу, Уолис и Футуна, Фиджи, Филипини, Френска Полинезия и Япония.
Обитава океани, морета и рифове в райони с тропически климат.

## Описание
Популацията на вида е намаляваща.